# Окерс, Стан
Йозеф Констант Окерс или Стан Окерс (нидерл. Josephus Constant Ockers или нидерл. Stan Ockers; 3 февраля 1920, в Боргерхауте - пригороде Антверпена, Бельгия — 1 октября 1956, Антверпен, Бельгия) — бельгийский профессиональный шоссейный и трековый велогонщик в 1941—1956 годах. Чемпион мира в групповой гонке среди профессионалов (1955). Победитель турнира «Вызов Дегранж-Коломбо» (1955).

## Карьера
Впервые Стан Окерс испытал вкус победы в 21-летнем возрасте, став чемпионом провинции Антверпен (1941). В том же году он стал победителем велогонки «Схелдепрейс».
В 1950 году выиграл этап на «Тур де Франс». В 1952 году Окерс финишировал на «Тур де Франс» вторым в генеральной классификации. Победителем этого выпуска Большой Петли стал Фаусто Коппи.
В велосезоне 1953 года Окерс выиграл «Флеш Валонь», а также закончил групповую гонку чемпионата мира по шоссейным велогонкам с бронзовой медалью.
В 1954 году у него была всего одна победа на «Схал Селс» и победа на этапе «Тур де Франс». Казалось, карьера 34-летнего велогонщика уже не будет идти в гору. Но велосезон 1955 года стал для него фантастически успешным. В возрасте 35 лет Стан Окерс становится победителем двух известных однодневных классических велогонок — «Флеш Валонь» (вторая по счету в его карьере) и Льеж — Бастонь — Льеж. Более того, в его коллекции оказалась зелёная майка лучшего спринтера «Тур де Франс». В конце велосезона Окерса ждала ещё одна крупная победа.Чемпионат мира по шоссейным велогонкам 1955 года проходил в Фраскати, Италия. Стан Окерс становится победителем и облачается в радужную майку чемпиона мира по велоспорту в групповой гонке. По итогам сезона Окерс стал победителем турнира «Вызов Дегранж-Коломбо» (1955).
Следующий велосезон Окерс проехал в радужной майке, но самым большим его достижением стала вторая зелёная майка лучшего спринтера, которую он заработал на «Тур де Франс» и один этап Большой Петли. Также в этом сезоне он выиграл многодневку «Рим — Неаполь — Рим».
29 сентября 1956 года Стан Окерс упал на треке велодрома в Антверпене. Для Окерса это падение оказалось смертельным — он получил серьёзную травму головы и скончался через два дня.
Трагическая гибель гонщика породила поверье о «проклятии радужной майки».
Проститься со Станом Окерсом пришли десятки тысяч людей, а затем в его честь в Арденнах, на склоне горы Ле Форже был установлен памятник.

## Достижения

### Шоссе
1941
1-й Схелдепрейс
1943
3-й Льеж — Бастонь — Льеж
3-й Схал Селс
1946
1-й Схелдепрейс
1947
1-й Тур Швейцарии — Генеральная классификация
4-й Флеш Валонь
5-й Льеж — Бастонь — Льеж
1948
1-й Тур Бельгии — Генеральная классификация
2-й Дварс дор Вест-Фландерен
1949
7-й Тур де Франс — Генеральная классификация
1950
2-й Тур де Франс — Генеральная классификация
1-й — Этап 4
2-й Critérium des As
7-й Чемпионат мира — Групповая гонка (проф.)
8-й Вызов Дегранж-Коломбо
1951
5-й Тур де Франс — Генеральная классификация
6-й Бордо — Париж
1952
2-й Тур де Франс — Генеральная классификация
2-й Флеш Валонь
2-й Critérium des As
2-й Рим — Неаполь — Рим — Генеральная классификация
1-й — Этап 4a
3-й Вызов Дегранж-Коломбо
3-й Тур Аргентины — Генеральная классификация
1-й — Этап 3
6-й Джиро д’Италия — Генеральная классификация
10-й Чемпионат мира — Групповая гонка (проф.)
1953
1-й Флеш Валонь
2-й Рим — Неаполь — Рим — Генеральная классификация
1-й — Этап 4
2-й Critérium des As
2-й Week-end ardennais
3-й  Чемпионат мира — Групповая гонка (проф.)
3-й Вызов Дегранж-Коломбо
3-й Чемпионат Бельгии — Групповая гонка
4-й Бордо — Париж
4-й Джиро ди Ломбардия
6-й Джиро д’Италия — Генеральная классификация
1954
1-й Схал Селс (вместе с Хенри Йосхюмсом)
2-й Париж — Рубе
6-й Тур де Франс — Генеральная классификация
1-й — Этап 11
4-й Джиро ди Ломбардия
5-й Вызов Дегранж-Коломбо
5-й Бордо — Париж
6-й Милан — Сан-Ремо
1955
1-й  Чемпион мира — Групповая гонка (проф.)
1-й Вызов Дегранж-Коломбо
1-й Week-end ardennais
1-й Флеш Валонь
1-й Льеж — Бастонь — Льеж
8-й Тур де Франс — Генеральная классификация
1-й — Очковая классификация
1956
1-й Рим — Неаполь — Рим — Генеральная классификация
1-й — Этапы 1b, 3b, 4b, 5a и 5b
2-й Вызов Дегранж-Коломбо
2-й Тур Фландрии
2-й Бордо — Париж
3-й Grand Prix Martini
4-й Чемпионат мира — Групповая гонка (проф.)
4-й Флеш Валонь
8-й Тур де Франс — Генеральная классификация
1-й — Очковая классификация
1-й — Этап 19
9-й Критериум Дофине — Генеральная классификация
1-й — Этапы 5 и 9
10-й Милан — Сан-Ремо

### Трек
1948
3-й Шесть дней Антверпена (вместе с Риком Ван Стенбергеном)
1951
1-й Шесть дней Брюсселя (вместе с Риком Ван Стенбергеном)
1953
1-й Prix du Salon (Мэдисон) (вместе с Риком Ван Стенбергеном)
3-й Шесть дней Брюсселя (вместе с Риком Ван Стенбергеном)
1954
1-й Шесть дней Гента (вместе с Риком Ван Стенбергеном)
2-й Шесть дней Брюсселя (вместе с Риком Ван Стенбергеном)
2-й Шесть дней Берлина (вместе с Риком Ван Стенбергеном)
3-й Шесть дней Антверпена (вместе с Риком Ван Стенбергеном)
1955
1-й  Чемпион Бельгии - Мэдисон (вместе с Риком Ван Стенбергеном)
1-й Шесть дней Антверпена (вместе с Риком Ван Стенбергеном)
2-й Шесть дней Брюсселя (вместе с Жаном Бранкартом)
2-й Шесть дней Гента (вместе с Фердинандо Теруцци)
3-й Шесть дней Гента (вместе с Риком Ван Стенбергеном)
1956
1-й Шесть дней Антверпена (вместе с Жаном Ротом и Реджинальдом Арнольдом)

## Статистика выступлений

### Гранд-туры
| Гранд-тур      | 1948 | 1949 | 1950 | 1951 | 1952 | 1953 | 1954 | 1955 | 1956 |
| -------------- | ---- | ---- | ---- | ---- | ---- | ---- | ---- | ---- | ---- |
| Джиро д’Италия | —    | —    | —    | —    | 6    | 6    | —    | —    | —    |
| Тур де Франс   | 11   | 7    | 2    | 5    | 2    | —    | 6    | 8    | 8    |

| —  | Не участвовал  |
| НФ | Не финишировал |